# Chór Astrolabium
Chór Astrolabium – prowadzi działalność artystyczną od 1999 roku. Zdobywca Złotej Lutni i Grand Prix Musica Sacra a Roma festiwalu Interkultur, wyróżniony Medalem „Thorunium”. Zespół tworzy około 40 osób zajmujących się muzyką zawodowo bądź z zamiłowania. Od początku istnienia zespołu batutę dzierży dr hab. Kinga Litowska.

## Historia
Na początku próby chóru odbywały się w toruńskim oddziale Caritas. Od lipca 2001 roku do września 2003 roku zespół prowadził działalność artystyczną pod patronatem kościoła akademickiego ojców Jezuitów w Toruniu, od września 2003 roku do grudnia 2011 roku – Wyższej Szkoły Bankowej w Toruniu.

## Dyskografia
- 2024 Kołysz się kołysz - melodie ludowe w opracowaniu Zuzanny Koziej na chór żeński i mieszany [1]
- 2016 Magnificat - utwór Martína Palmeriego na sopran, mezzosopran, chór, bandoneon, fortepian i instrumenty smyczkowe[2]
- 2013 Astrolabium Sings Bembinow - nominowana do nagród Fryderyki 2014 autorska płyta Miłosza Bembinowa wykonana przez Chór oraz sopran Aleksandrę Turalską[3]
- 2007 Astrolabium - przekrojowe wydanie zrealizowane m.in. przez Miłosza Bembinowa, zawierające także utwory tego kompozytora

## Osiągnięcia
- Nominacja płyty Kołysz się kołysz do Nagrody Muzycznej Fryderyk 2025 za Album roku muzyka chóralna w kategorii Muzyka klasyczna[4]
- III Ogólnopolski Festiwal Współczesnej Muzyki Chóralnej Music Everywhere!, październik 2016 - II miejsce w klasyfikacji ogólnej, złoty dyplom w kategorii chórów mieszanych oraz dwie nagrody specjalne: za najlepsze wykonanie utworu w konkursie „a vista” i współczesnego utworu o charakterze rozrywkowym
- Nominacja płyty Astrolabium Sings Bembinow do Nagrody Muzycznej Fryderyk 2014 za Album roku muzyka chóralna, oratoryjna i operowa w kategorii Muzyka Poważna[5]
- IV Konkurs Chóralny Musica Sacra a Roma (Rzym, Włochy), 2-6 lipca 2011 - nagroda główna Grand Prix oraz I miejsce w kategorii chórów mieszanych w repertuarze współczesnym, a także nagroda specjalna Najlepszy Dyrygent dla Kingi Litowskiej[6]
- XLII Ogólnopolski Turniej Chórów „Legnica Cantat” w Legnicy, 27-29 maja 2011 - II miejsce
- XLI Ogólnopolski Turniej Chórów „Legnica Cantat” w Legnicy, 13-16 maja 2010 - nagroda Grand Prix od jury niezależnego, II miejsce oraz nagroda za najlepsze wykonanie utworu polskiego
- Najwyższe wyróżnienie Prezydenta Miasta Torunia - Medal Honorowy „Thorunium”, 20 czerwca 2009[7]
- Festiwal i Konkurs Chóralny Venezia in Musica (Włochy), 19-21 września 2007 - I miejsce w prestiżowej kategorii Chóry Mieszane I, II miejsce w kategorii Folklor, a także nagroda specjalna Najlepszy Dyrygent Festiwalu dla Kingi Litowskiej[8]
- XI Międzynarodowy Festiwal Chórów w Neuchâtel (Szwajcaria), 8-12 sierpnia 2006 - ex aequo II miejsce
- XXXVI Ogólnopolski Turniej Chórów „Legnica Cantat” w Legnicy, 22 maja 2005 - Złota Lutnia, także nagroda Grand Prix od jury niezależnego[9]
- I Ogólnopolski Konkurs Chórów „Ars Liturgica” w Toruniu, 6 listopada 2004 - ex aequo I miejsce oraz nagroda specjalna przyznana przez Dziekana Wydziału Dyrygentury Chóralnej, Edukacji Muzycznej i Rytmiki Akademii Muzycznej w Gdańsku[10]
- VII Międzynarodowe Recitale Chóralne „Hora Cantavi” w Suwałkach, 8-10 lipca 2004 - II miejsce oraz nagroda dyrektora Programu II Polskiego Radia za najlepsze wykonanie utworu polskiego kompozytora (Miłosz Bembinow, „Ludu, mój ludu”)
- XXXIV Ogólnopolski Turniej Chórów „Legnica Cantat” w Legnicy, 22-25 maja 2003 - I miejsce w kategorii chórów akademickich
- I Ogólnopolski Konkurs Pieśni Pasyjnej w Bydgoszczy, 5 kwietnia 2003 - ex aequo I miejsce oraz nagroda specjalna rektora Akademii Muzycznej w Bydgoszczy dla najlepszego chóru województwa kujawsko-pomorskiego[11]
- XXXIV Ogólnopolski Turniej Chórów „Legnica Cantat” w Legnicy, 24-26 maja 2002 - II miejsce w kategorii chórów akademickich
- Konkurs Chórów o Puchar Marszałka Województwa Kujawsko-Pomorskiego w Bydgoszczy, 25 listopada 2001 - I miejsce w kategorii chórów akademickich
- Międzynarodowy Konkurs Chórów Akademickich w Bańskiej Bystrzycy (Słowacja), 1 lipca 2001 - Srebrna Wstęga
- Konkurs Chórów o Puchar Marszałka Województwa Kujawsko-Pomorskiego w Toruniu, 18-19 listopada 2000 - I miejsce w kategorii chórów akademickich i kameralnych

## Współpraca
Zespół konsultuje interpretację utworów Miłosza Bembinowa z samym kompozytorem. Owocem współpracy Chóru z Bembinowem jest płyta Astrolabium Sings Bembinow wydawnictwa Sarton.
Chór wraz z Toruńską Orkiestrą Symfoniczną jest wykonawcą utworu „Cosmopolis” Krzesimira Dębskiego, którego nagranie jest częścią projekcji multimedialnych z udziałem światła, dźwięku i wody przy fontannie Cosmopolis w Toruniu.